# الشباب (قصة قصيرة)
الشباب هي قصة قصيرة وسيرة ذاتية للكاتب جوزيف كونراد، وقد كُتبت عام 1898 ميلاديًا ونُشرت في مجلة بلاكوود. تم ضمها كالقصة الأولى في مجلد 1902 الذي يحتوي على الشباب، ورواية، وقصتان أخريان، و قلب الظلام و نهاية الحبل. تناقش قلب الظلام موضوع النضج بينما تناقش نهاية الحبل الشيخوخة .و تصور "الشباب" أولى رحلات تشارلز مارلو إلى الشرق، وهو الراوي في كل من لورد جيم وفرصة وقلب الظلام والشباب حيث كان أول ظهور له فيها.

## وصلات خارجية
- Joseph Conrad's Chronology
- Youth, a narrative; and two other stories, available at Internet Archive (original edition scanned books)
- "Youth", available at Project Gutenberg (computer generated audio)
- "Youth", available at Project Gutenberg (plain text)
- Maritime Terminology
- Map of Thailand